# Angeli caduti (opera teatrale)
Angeli caduti (Fallen Angels) è una commedia teatrale di Noël Coward, portata al debutto a Londra nel 1925.

## Trama
Atto I
Mentre i mariti Frederick Sterroll e William Banbury vanno a giocare a golf, Julia e Jane restano a casa e si confidano di aver ricevuto una cartolina da Mauriece Duclos, di cui entrambe erano state amanti prima di sposarsi. Il loro ex è in città e le due donne temono di non riuscire a resistere alle sue profferte amorose. Decidono quindi di andarsene da Londra, ma il loro piano viene interrotto quando qualcuno suona alla porta.
Atto II
Con loro sorpresa, le donne scoprono che ad avere suonato il campanello non è Maurice, bensì l'idraulico. Le due tornano quindi sui propri passi e decidono di rimanere in città, attenendo l'arrivo di Maurice sorseggiando champagne. Mentre diventano sempre più ubriache, le due condividono ricordi della loro relazione con Maurice, risvegliando vecchie gelosie. Julia quindi decide di buttare Jane fuori da casa sua.
Atto III
La mattina dopo Julia si pente di aver mandato via Jane, anche perché si convince che l'amica abbia trascorso la notte con Maurice. Pazza di gelosia, Julia dice a William che la moglie ha un amante. Tuttavia, Jane ha trascorso la notte da sola in un hotel e, a sua volta, si è convinta che Julia è andata a letto con Maurice: dice quindi a Frederick che la moglie lo sta tradendo con il suo ex. L'arrivo di Maurice rassicura i due mariti: l'uomo comunica ai presenti di aver preso in affitto l'appartamento sopra a quello degli Sterrol e invita entrambe le due coppie a casa propria. Frederick e William rifiutano l'invito, che viene invece accettato da Julia e Jane. Appena Maurice esce di casa con le due donne, Frederick e William sentono i tre intonare una canzone d'amore mentre salgono le scale e, preoccupati, li inseguono.

## Debutto internazionale
Dopo aver ottenuto con difficoltà il permesso del Lord Ciambellano Rowland Baring, II conte di Cromer per rappresentare la commedia, l'opera fu rappresentata al Globe Theatre di Londra dal 21 aprile al 29 agosto 1925, rimanendo in cartellone per 158 rappresentazioni. Il ruolo di Julia avrebbe dovuto essere interpretato da Margaret Bannerman, ma l'attrice si ammalò all'ultimo minuto e fu sostituita da Tallulah Bankhead nel ruolo di Julia. Il resto del cast era composto da Arthur Wellesley (Frederick), Edna Best (Jane), Gerald Ames (William), Mona Harrison (Saunders) e Austin Trevor (Maurice).
Le tematiche legate al sesso prematrimoniale e alle relazioni extraconiugali resero la pièce oggetto di censura e aspre critiche. La prima olandese al Stadsschouwburg fu cancellata dopo poche repliche nel 1926, mentre a Broadway la commedia rimase in cartellone per meno di quaranta rappresentazioni tra il 1927 e il 1928, nonostante un cast di alto profilo che annoverava Fay Bainter, Estelle Winwood, Gerald Hamer e Luis Alberni. Angeli caduti fu accolto più positivamente in occasione della prima parigina del 1928 (con il titolo di Le Printemps de Saint-Martin), ma disastroso fu il debutto italiano al Teatro Olimpia di Milano nel 1932. La commedia, portata in scena dalla Compagnia Za-Bum numero 8 di Mario Mattoli Vittorio, fu subissata da fischi e grida del pubblico, tanto che il secondo atto fu interrotto e l'attore Ermanno Roveri dovette chiedere al pubblico di fare silenzio; il resto della compagnia era composta da Vittorio De Sica, Rina Franchetti e Giuditta Rissone.

## Adattamenti
La pièce è stata riadattata per il piccolo schermo dalla BBC nel 1963 e nel 1973 (con Mary Wimbush e Isabel Dean), da ITV Anglia nel 1974 (con Susannah York e Joan Collins), da Estudio 1 in Spagna nel 1982 (con Carmen Maura e Carme Elías) e dalla RAI nel 1991 (regia di Edmo Fenoglio, con Athina Cenci, Fabio Traversa, Maria Monti, Mario Brusa, Paola Quattrini e Sebastiano Somma).